# Bill Whitehouse
Bill Whitehouse, né le 1er avril 1909 à Plumstead (Londres) et mort le 14 juillet 1957 sur le circuit de Reims-Gueux, est un ancien pilote automobile anglais.

## Biographie
Bill débute en compétition en 1949 par les courses de Formule 3, au volant d'une Cooper. Il court régulièrement en Formule 2 dans les années 1950. Il rejoint l'écurie Alta de Gordon Watson en 1951 puis part chez Connaught, équipe pour laquelle il participe au Grand Prix de Grande-Bretagne 1954 sur une Connaught A. 
Après un accident, il se retire de la compétition pendant plusieurs saisons. En 1957, il pilote, en Formule 2, une Cooper-Climax T41 au Grand Prix de Syracuse où il abandonne. Il se tue accidentellement lors du second tour du Grand Prix de Reims 1957, sa Cooper quittant la piste au virage de Thillois après l'éclatement d'un pneu.

## Résultats en championnat du monde de Formule 1
| Saison | Écurie | Châssis     | Moteur                 | Pneus  | GP disputé      | Résultat | Classement |
| ------ | ------ | ----------- | ---------------------- | ------ | --------------- | -------- | ---------- |
| 1954   | Privé  | Connaught A | Lea Francis 4 en ligne | Dunlop | Grande-Bretagne | Abandon  | n.c.       |